# Lars Christian Nielsen
Lars Christian Nielsen (født 17. juni 1979) er en dansk fodboldspiller. Han spiller i Kolding FC, hvor han skiftede til fra Esbjerg fB i sommeren 2008.
Da han kom til EfB fra SGI, var det som angriber, men han er siden omskolet til midterforsvarer. Han har tidligere spillet for AC Horsens på en lejeaftale, da denne klub lå i 1. division.
Lars Christian nåede at spille 91 kampe for Esbjerg fB's førstehold og score 2 mål.
Klubber:
- Sædding-Guldager Idrætsforening
- Esbjerg fB
- AC Horsens
- Esbjerg fB
- Kolding FC

## Links
- Profil på efb.dk